# 日本赤十字社臺灣支部

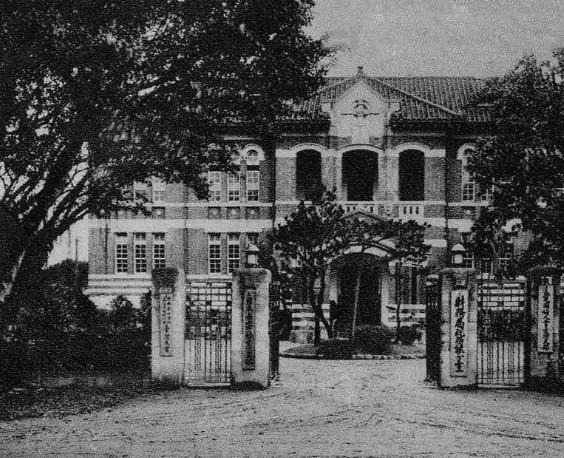
日本赤十字社臺灣支部，現址為張榮發基金會大樓

日本赤十字社臺灣支部是台灣日治時期日本赤十字社（紅十字會）在台灣的支部（分會），是從事人道工作的社會救助團體。臺灣支部所在地位在臺北市東門町，並另設有醫院並附設救護班、看護婦人會以從事救護事業。在戰時從事陸海軍救護，在平時則是作為慈善救助的診療事業，提供一般或貧困患者治療，也負責結核病預防事業，收容結核病患者及舉辦相關演講。此醫院的醫生多由臺北帝國大學附屬醫學專門部的教授及講師兼任，並提供當學醫學生臨床實習的機會。
日本赤十字社臺灣支部在二戰後解散，其事務所廳舍作為日產由臺灣省行政長官公署接收，並長期作為中國國民黨中央黨部，此建築於後改建為現今的現代化大樓，並於2006年售予張榮發基金會。而現今台灣的中華民國紅十字會為1949年遷來臺灣，與日本赤十字社臺灣支部並無直接關聯。

## 歷史
臺灣在明治28年（1895年）被割讓給日本後，日方於同年5月派遣日軍來台接收，並爆發了抗日的乙未戰爭，除了戰事造成的傷亡外，臺灣的氣候及衛生等問題亦造成了大量人員損失，故日本赤十字社於後派遣醫生及護士等救護人員來談從事救護工作，並在同年6月設立「日本赤十字社臺北委員部」。明治29年（1896年），改為「日本赤十字社臺北支部」。明治30年（1897年）2月，設立臺中、臺南、澎湖支部；在同年5月的地方官制改正後，在六縣三廳設立支部，並由地方長官擔任支部長。在1898年3月改為三縣三廳後，支部亦隨之更動。明治35年（1902年）4月1日，「日本赤十字社臺灣支部」正式成立，由後藤新平擔任臺灣支部長，各地方廳長任委員長。

## 臺灣支部廳舍

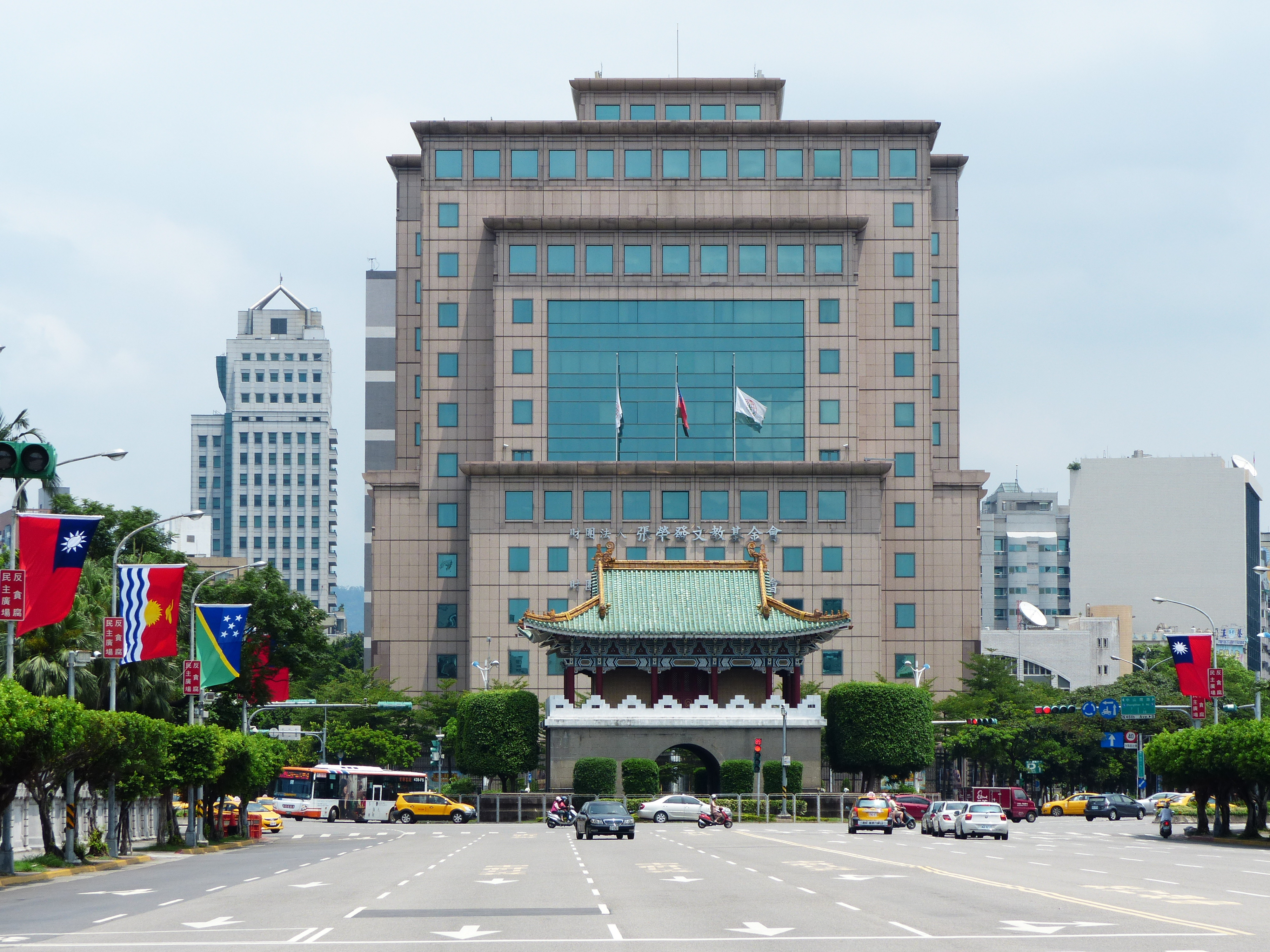
張榮發基金會大樓現貌

日本赤十字社臺灣支部廳舍位於臺北市東門町1番地，由於日本赤十字社的名譽會長是由皇后擔任，此建築西側隔著臺北府城東門與臺灣總督府廳舍相對之軸線配置亦具有統治上的特殊意涵。此臺灣支部建築由小野木孝治設計，在二戰期間作為海軍俱樂部之「日本海軍水交社」。
二戰後，此建築由臺灣省行政長官公署接收，在該處在此開設「凱歌歸」餐廳，而二二八事件時亦曾是新聞人員的避難所。於1949年，被撥為東南軍政長官公署臺北招待所，而在中國國民黨中央黨部遷台後，此處於同年12月被撥為國民黨黨部辦公處無償使用，並於1967年增建後棟。中國國民黨自1949年使用該棟建築至1994年。
1994年，因國民黨以風水不佳為由欲拆除此建築，引起藝文界抗議並要求指定為古蹟，呼籲保存團體還在黨部門口掛上「搶救古蹟、討回公產」之布條，雖然時任臺北市長陳水扁一度拒發建照，但其仍在之後妥協並遭拆除。新黨部建築在1998年落成，並在2006年賣給長榮集團，成為今日之張榮發基金會大樓。而國民黨當時以不法占用此建築，於後以低價承購再以高價賣出，被不當黨產處理委員會認定為不當黨產之一。

## 臺灣支部醫院
日本赤十字社臺灣支部醫院（簡稱日赤醫院、赤十字醫院）最初於1904年設立於臺北市東門町（現今臺大醫院新大樓），並在1941年遷至臺北市泉町二丁目（現今臺北市立聯合醫院中興院區）。

### 第一代醫院
日本赤十字社臺灣支部醫院於1904年2月設立及動工，病房在同年10月完工並開院，而醫院兩層樓磚造的本館則是在1905年2月完工，開始從事患者診療服務。第一代赤十字社醫院位於臺北市東門町6番地，設施包含本館、病室、結核病室、傳染病室、配膳室、湯沸場、看護婦宿舍、炊事場、藥局等設施，而第一代赤十字社醫院的南側與總督府醫學校相鄰。之後為配合臺北帝國大學在1936年成立醫學部，並同時合併臺北醫學專門學校，因此原本赤十字社醫院改交由臺北帝國大學醫學部使用，而赤十字社醫院遷到泉町二丁目因臺北鐵道工場遷到松山鐵道工場後空出的土地。

二戰後，此醫院建築由臺大醫學院繼續使用，但部分由教育部借用作為辦公廳舍，直至1971年遷出。而日治時期興建的此建築及臺北帝國大學醫學部建築約在1991年拆除，以新建臺大醫院新大樓（東址大樓）。

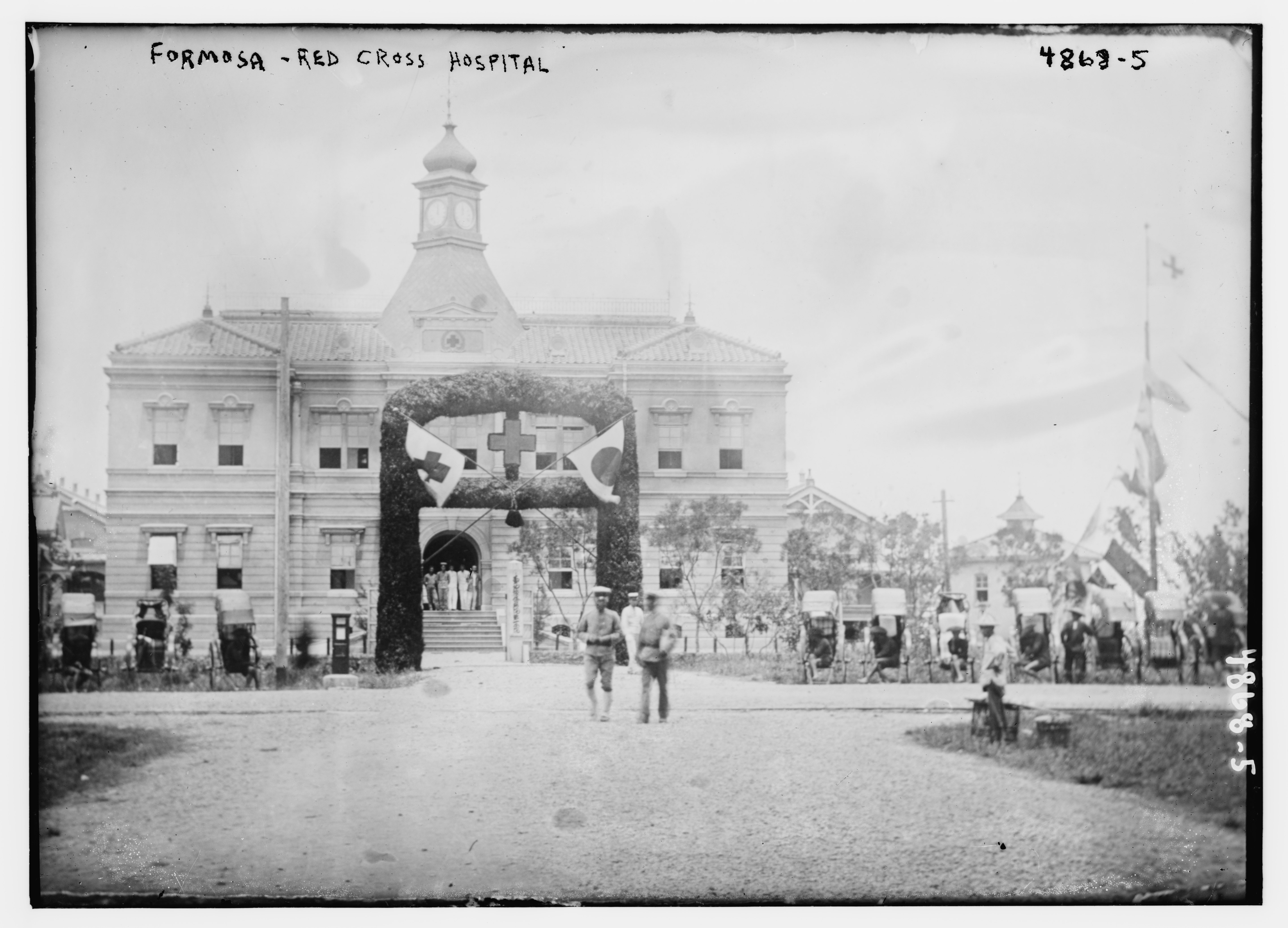
初代赤十字病院（臺北豫備病院第一分院），1915年。
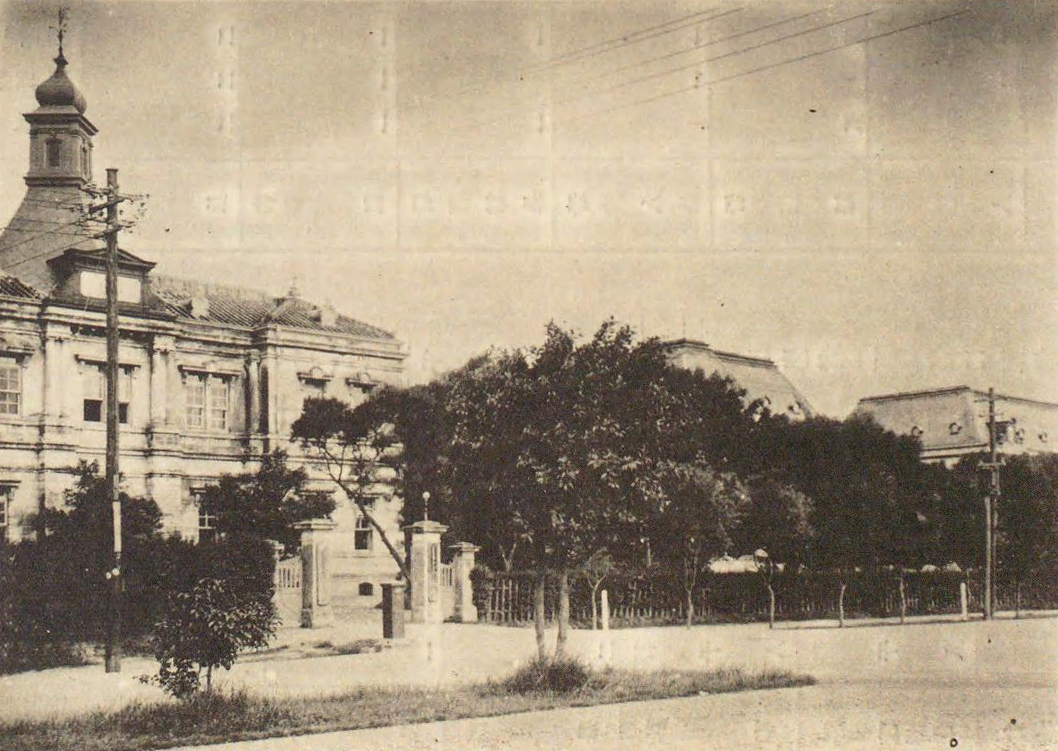
赤十字社臺灣支部醫院本館(左)及醫專門學校校舍(右)
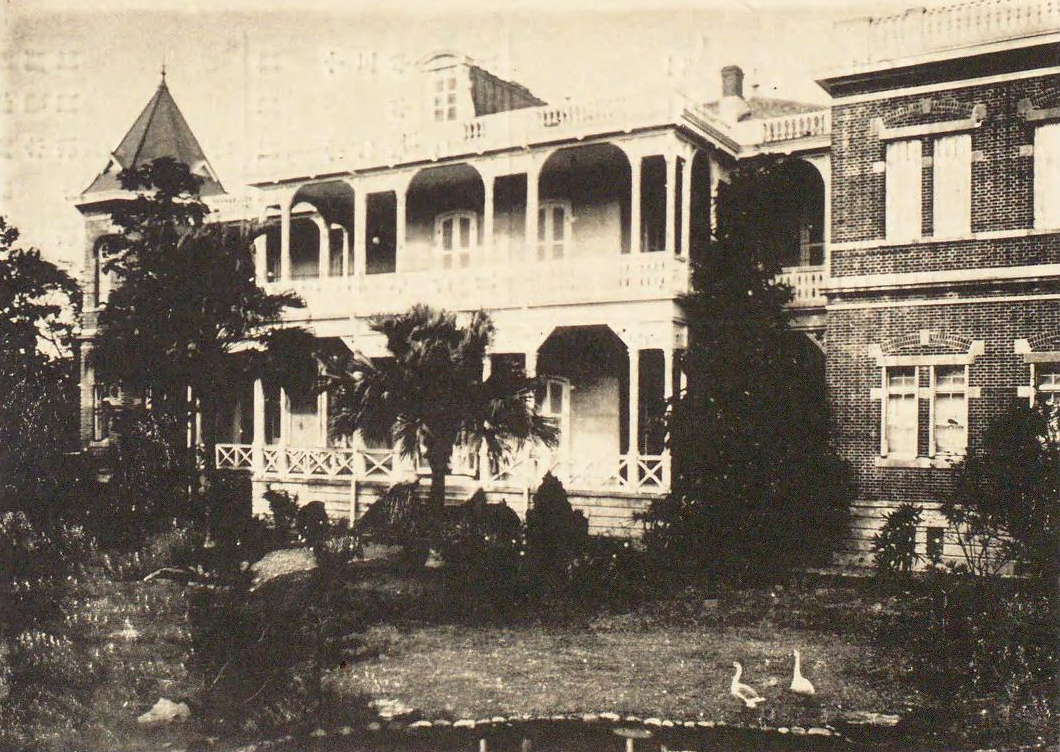
赤十字社臺灣支部醫院病舍

### 第二代醫院

日本赤十字社臺灣支部醫院本館設計圖

第二代日本赤十字社臺灣支部醫院是由臺灣總督府營繕課設計，為鋼筋混凝土及加強磚造的兩層樓近代樣式建築，工程於1938年5月16日動工，但因戰事造成的材料入手困難、職工不足等問題，使工期延宕及工程費增加，至1941年6月18日才竣工。醫院工程包含了本館、診療棟、病棟、傳染病棟、殯堂、看護婦宿舍，總工程費約993,643圓。
此醫院在二戰作為「臺灣大學醫學院附屬醫院」，並在1947年1月改為「臺灣省立臺北醫院」，成為現今臺北市立聯合醫院中興院區之前身，而原建築於1993年拆除改建為現今之醫院大樓。

### 腳註
1. ↑  臺灣總督府警務局. . 1925-07-18.
2. ↑  江俊銓. . 史匯. 2006, (10).
3. 1 2  黨中央叫凱歌歸 原本是餐廳名稱 （页面存档备份，存于），自由時報，2006年3月23日
4. 1 2  . 自由時報. 2018-05-22. （原始内容存档于2018-05-25）.
5. ↑  《黨產解密：小豬對大野狼的不公平競爭》。台北：新台灣國策智庫。羅承宗
6. ↑  蕭文杰. . 聯合新聞網. 2018-06-04. （原始内容存档于2021-02-08）.
7. ↑  國民黨中央黨部改頭換面為企業基金會 （页面存档备份，存于），大紀元轉載中央通訊社報導，2006年3月22日
8. ↑  . 自由時報. 2018-07-24. （原始内容存档于2018-09-19）.
9. ↑  王崇禮. . 臺大醫學人文博物館. （原始内容存档于2018-07-06）.
10. ↑  日本赤十字社臺灣支部醫院. . 1916-09-15.
11. ↑  台湾総督府台北医学専門学校. . 1933.
12. ↑  丸山, 芳登. . 1957.
13. ↑  凌, 宗魁. . 遠足文化. 2018.
14. ↑  岡本, 鉦吉郎. . 臺灣建築會. 1941-10-15.
15. ↑  Lincs. . 林小昇之米克斯拼盤. 2011-03-21  [2020-01-08]. （原始内容存档于2014-12-28）.
16. ↑  [永久]中華民國紅十字會台北市分會曾擁有中興醫院資產證明,台北市議政資訊與民主記憶[永久]
17. ↑  台北市聯合醫院中興院區簡介 （页面存档备份，存于）,聯合醫院

### 外部連結
- 日本赤十字社臺灣支部初期之研究（1895–1906） - 國立中央大學 （页面存档备份，存于）